# Irwin Shaw
Irwin Shaw, pseudônimo deIrwin Gilbert Shamforoff (Nova York, 27 de fevereiro de 1913 — Davos, Suíça, 16 de maio de 1984) foi um escritor, dramaturgo e roteirista norte-americano.
Nascido no Bronx, esta área presente nos seus primeiros trabalhos. Foi autor do livro Rich Man, Poor Man (O pobre homem rico no Brasil e Homem rico, homem pobre em Portugal), lançado entre 1969 e 1970 e adaptado para uma série de TV da ABC em 1976.

## Obras(lista incompleta)
| Título original em inglês      | Título no Brasil                                        | Tradutor(a)                          | Título em Portugal         | Tradutor(a)              | Ano  | Editora                                                                            |
| ------------------------------ | ------------------------------------------------------- | ------------------------------------ | -------------------------- | ------------------------ | ---- | ---------------------------------------------------------------------------------- |
| Act of faith and other stories | História de amor e outras histórias                     |                                      |                            |                          | 1946 | O Cruzeiro                                                                         |
| The Young Lions                | Os deuses vencidos                                      | Frederico Branco, Aurea Weissenberg  | Os jovens leões            | Virgínia Motta           | 1948 | Sociedade Brasileira de Expansão Cultural, Record, Nova Cultural; Livros do Brasil |
| Retreat                        | A retirada                                              | Isabel Paquet de Araripe             |                            |                          | 1949 | Record                                                                             |
| Mixed Company                  | Duplas mistas (contos)                                  | Maria Stella Bruce                   |                            |                          | 1950 | Record                                                                             |
| The Troubled Air               | Fora do ar                                              | Miécio Araujo Jorge Honkis           |                            |                          | 1951 | Record                                                                             |
| Lucy Crown                     | O erro de Lucy Crown                                    | Maria Aparecida Moraes Rego          | Lucy Crown                 | Virgínia Motta           | 1956 | Record, Nova Cultural                                                              |
| Tip on a dead jockey           | Tres semanas para esquecer(contos)                      | Maria Stella Bruce                   |                            |                          | 1957 | Record, Nova Cultural (1990)                                                       |
| Two Weeks in Another Town      | Duas semanas em Roma                                    | Luzia Machado da Costa               | Duas semanas noutra cidade | Guilherme de Castilho    | 1960 | Record, Círculo do livro, Livros do Brasil                                         |
| In the company of dolphins     |                                                         |                                      |                            |                          | 1964 | Bernard Geis Associates                                                            |
| Voices of a Summer Day         | Vozes de um dia de verãoouLembranças de um dia de verão | Heitor Almeida Herrera, Ruy Jungmann |                            |                          | 1965 | MM Editora, Record                                                                 |
| Love on a dark street          | Amor numa rua escura                                    | Maria Stella Bruce                   | Amor numa rua escura       | Carmen Gonzalez          | 1965 | Record, Nova Cultural,                                                             |
| Rich Man, Poor Man             | O pobre homem rico                                      | Luzia Machado da Costa               | Homem rico, homem pobre    | Fernanda Pinto Rodrigues | 1969 | Record, Rio Gráfica                                                                |
| Evening in Byzantium           | Noite em Bizâncio                                       | Aurea Weissenberg                    | Entardecer em Bizâncio     | Fernanda Pinto Rodrigues | 1973 | Record; Livros do Brasil                                                           |
| God was here but he left early | Deus esteve aqui, mas saiu cedo                         | Isabel Paquet de Araripe             |                            |                          | 1973 | Artenova, Record                                                                   |
| Nightwork                      | Plantão da noite                                        | Vera Neves Pedroso                   | Trabalho nocturno          | Fernanda Pinto Rodrigues | 1975 | Record, Círculo do livro, Nova Cultural                                            |
| Beggarman, Thief               | Vida que segue                                          | Luzia Machado da Costa               | Mendigo/Ladrão             | Fernanda Pinto Rodrigues | 1977 | Círculo do livro, Record                                                           |
| Paris! Paris!                  | Paris! Paris!(com Ronald Seale)                         | Vilma Freitas Ronald de Carvalho     |                            |                          | 1977 | Record                                                                             |
| The Top of the Hill            | O alto da colina                                        | Ronaldo Sergio de Biasi              | O cimo do monte            | Fernanda Pinto Rodrigues | 1979 | Record, Círculo do livro                                                           |
| Bread Upon the Waters          | Felicidade não se compra                                | Neide Camera Loureiro                | Pão sobre as águas         | Fernanda Pinto Rodrigues | 1981 | Record, Círculo do livro, Livros do Brasil                                         |
| Acceptable Losses              | Perdas reparáveis                                       | Myriam Campello                      | Regressado da morte        | Fernanda Pinto Rodrigues | 1982 | Record, Nova Cultural                                                              |